# Valeriusplein 7-8

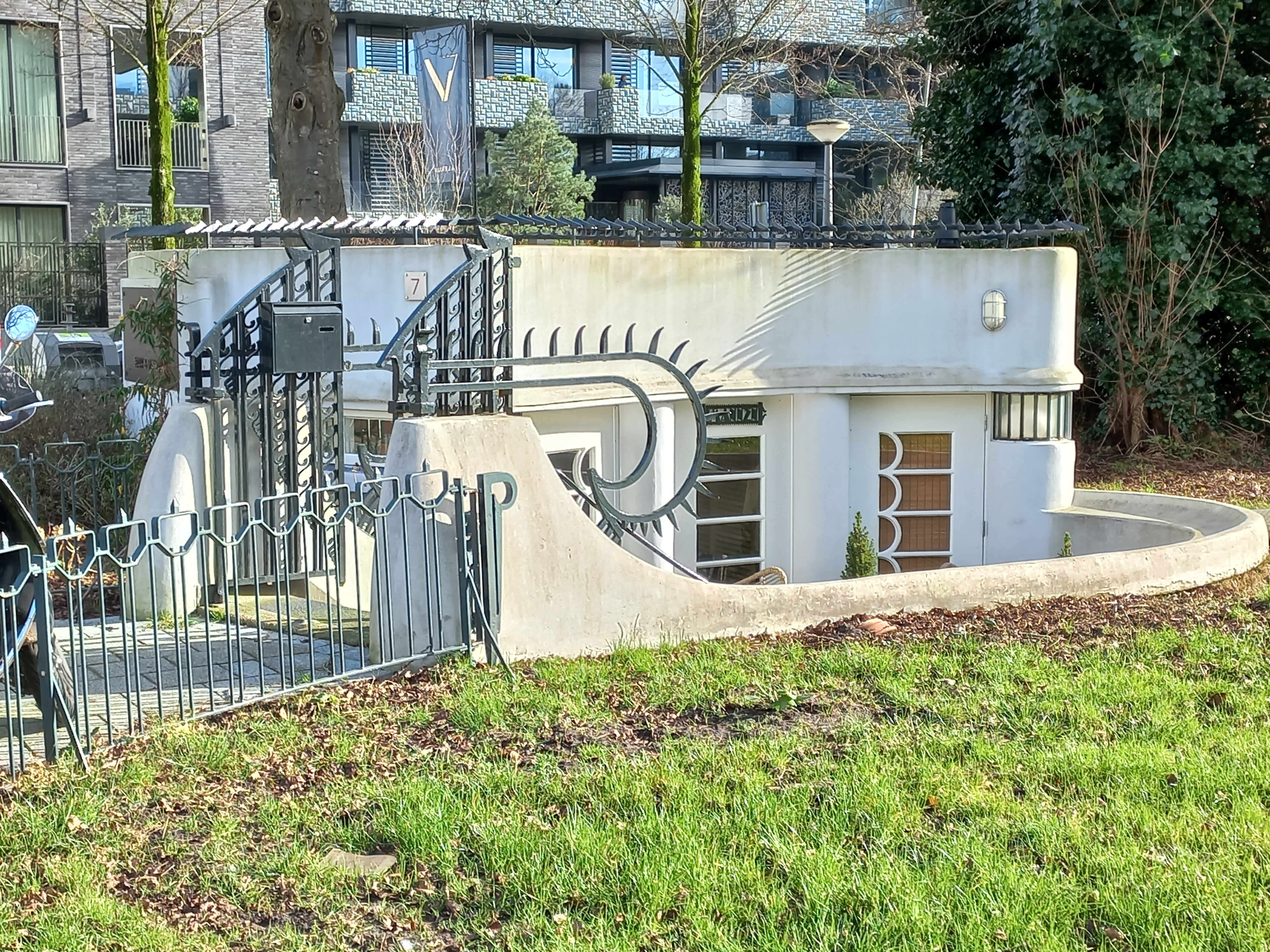
Valeriusplein 7 (februari 2024)

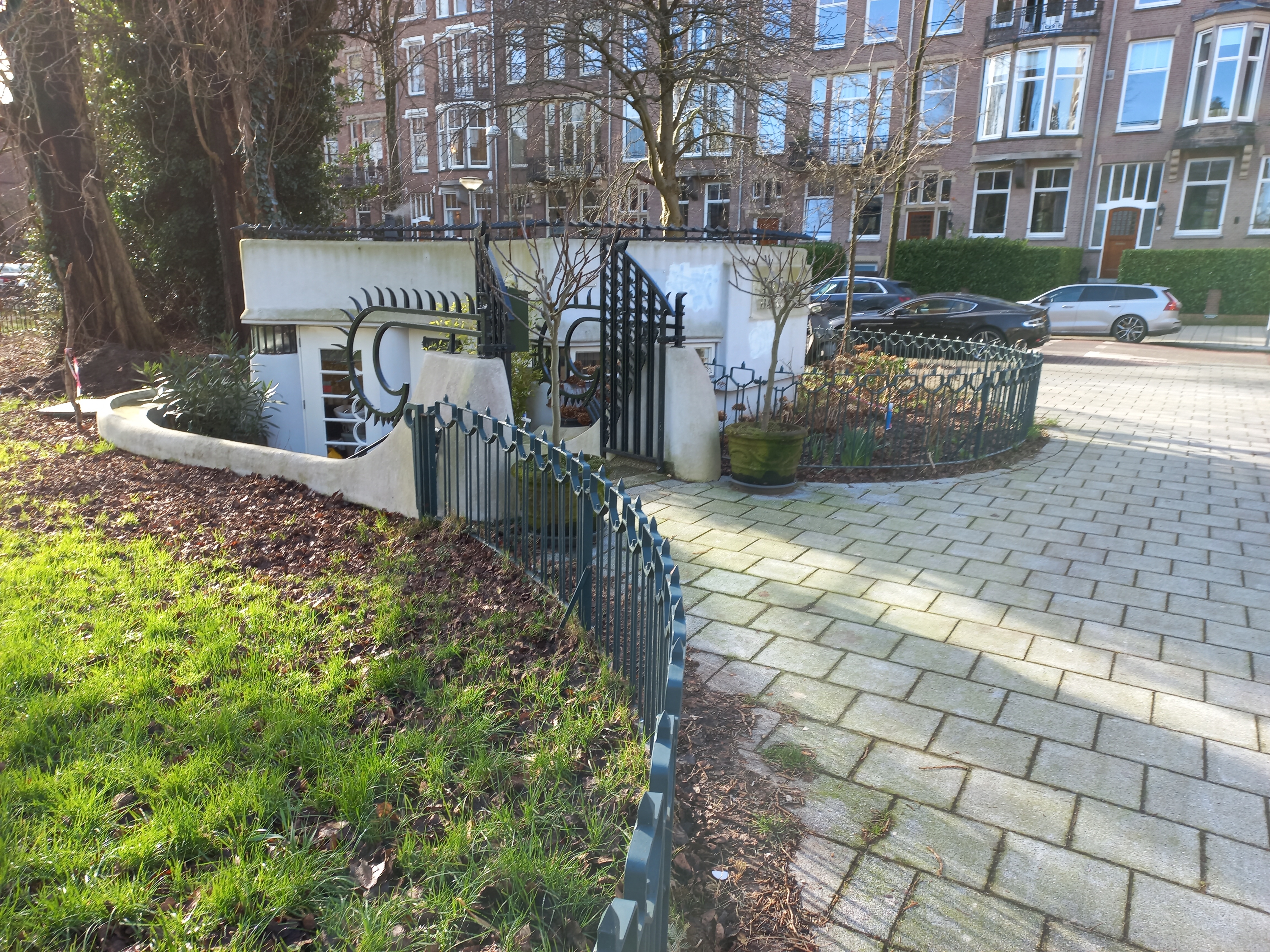
Valeriusplein 8 (februari 2024)

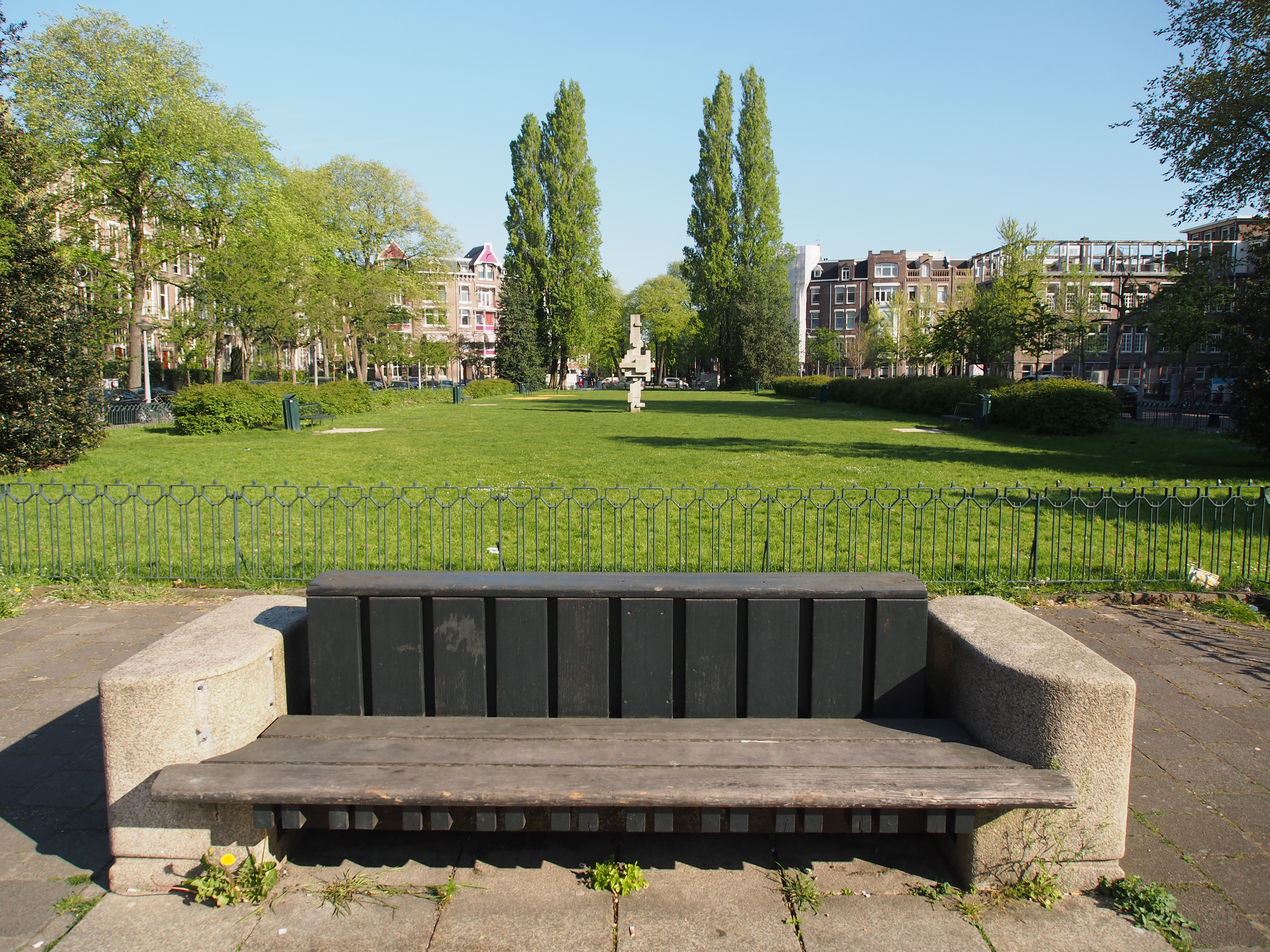
Zitbank (2016)

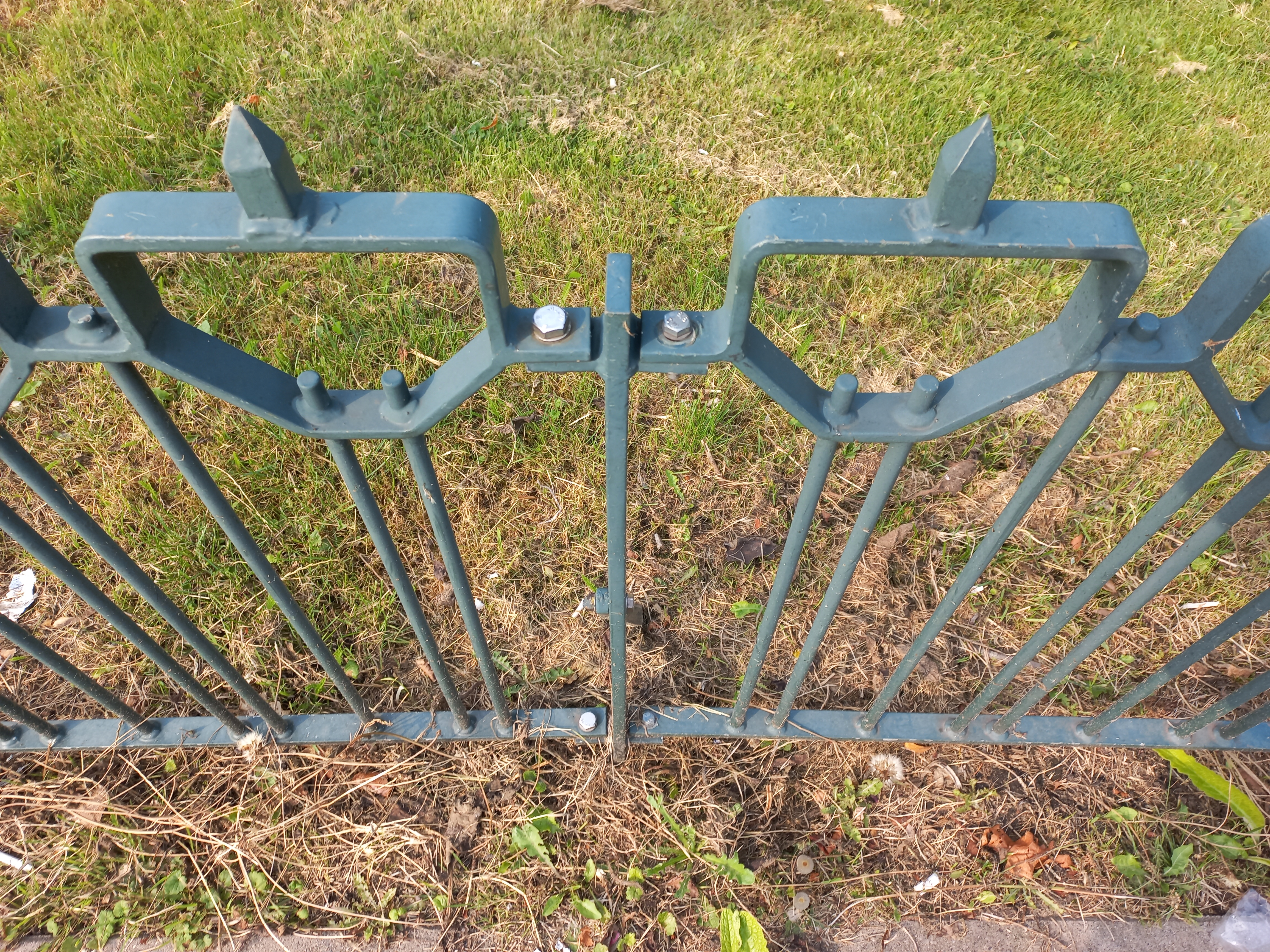
Hekwerk (augustus 2024)

Valeriusplein 7 en Valeriusplein 8 te Amsterdam zijn twee onopvallende gebouwtjes in het grasveld van het Valeriusplein, Amsterdam-Zuid.
Beide gebouwtjes zijn gebouwd als zijnde een souterrain, dus deels onder het maaiveld. Architect Jan de Meijer werkend bij of voor de Dienst der Publieke Werken ontwierp voor deze plek twee toiletgebouwtjes (één voor vrouwen en één voor mannen) met bijbehorende terreinafscheidingen rondom het plantsoen inclusief zitbank. De tijd van aanbesteding was (augustus) 1922, de tijd van de bouwstijl Amsterdamse School. Die bouwstijl is terug te vinden in de symmetrie bij de plek en in de gebouwen zelf. De ingangen bevinden zich tegenover elkaar. Voorts zijn karakteristiek de vloeiende lijnen binnen de bouwconstructie. Dat ze geheel van beton zijn en voorzien van een plat dak wijst minder in die expressionistische richting. De smeedijzeren hekwerken bij de toegangen en het hekwerk rondom zijn dan weer wel binnen de Amsterdamse School.
De zitbank in dito stijl bevindt zich aan de zuidzijde van het plantsoen, de De Lairessestraat loopt er langs.
De gebouwtjes kregen te lijden van vandalisme en oneigenlijk gebruik en werden afgesloten. Later, omstreeks 2009 ("Nieuw leven voor oude gebouwen"), werden ze omgebouwd tot kleine bedrijfsgebouwtjes. De gebouwen werden rond die tijd eigendom van Stadsherstel.
Gebouwen, hekwerk en zitbank werden op 29 oktober 1996 opgenomen in het monumentenregister. Niet alleen was daarbij de bouwstijl van belang, maar ook het origineel gebruik. Voorts geldt dat dit soort gebouwtjes maar relatief zelden gebouwd werden en vaak ten prooi vielen aan de sloophamer.   
De gebouwtjes vallen in het niet bij de herenhuizen en twee grote bouwvolumes aan het plein, het Amsterdams Lyceum (bij het bankje) en wooncomplex Valerius op de plaats van de gesloopte Valeriuskliniek.  